# Albert Dupont
Albert Dupont (Estampuis, 25 de janeiro de 1884 -?) foi um ciclista profissional da Bélgica.

## Participações no Tour de France
Foi vencedor de 1 etapa da competição.
- Tour de France 1911: 9º colocado na classificação geral